# 30 août 1964
Le dimanche 30 août 1964 est le 243e jour de l'année 1964.

## Naissances
- Catriona Seth, universitaire britannique
- Jean-Baptiste Natama, homme politique burkinabé
- Phil (mort le 18 avril 2012), auteur de bande dessinée belge